# Távvezeték

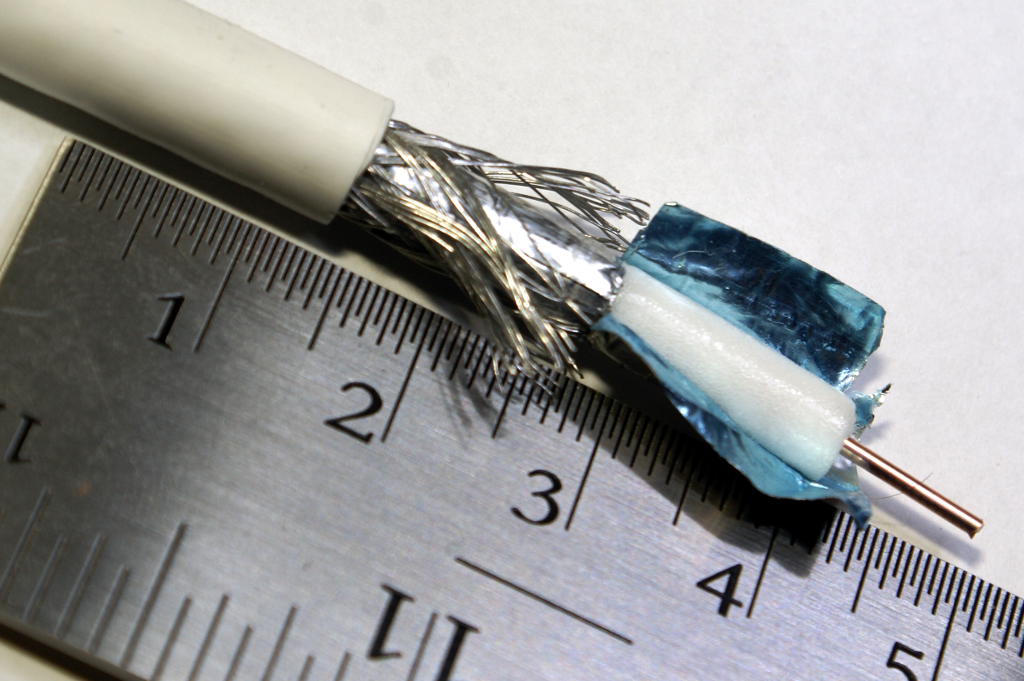
A televízió jelének továbbítására is használt koaxiális kábel a távvezetékek egyik fajtája

A távközlésben és a villamosmérnöki tudományokban a távvezeték egy olyan különlegesen kialakított elektromosan vezető huzal, amelyen a nagyfrekvenciás (például rádiófrekvenciás) váltakozó áram alacsony energiavesztességgel terjed. Ilyen távvezetékeket használnak a rádióvevők illetve rádióadók antennával való összekötésére, a kábeltévé jelének szétosztására, valamint más jelátviteli célokra is. Rádiófrekvenciás távvezeték például a koaxiális kábel.
Nem tévesztendő össze
- a rádiófrekvenciás távvezeték,  ami jel továbbításra szolgál, és
- a villamos távvezetékek, ami alacsony frekvencián szállít magasfeszültségű elektromos váltóáramot energiatovábbítási céllal.

## Áttekintés
Az egyszerű kábelek ideálisak az egyenáram, az alacsony frekvenciájú váltakozóáram (például a hálózati áram, amely 50 Hz-es, és így másodpercenként százszor vált irányt), valamint audiojel szállítására, viszont nem használhatók magas frekvenciatartományokban (például rádiófrekvenciák esetén). A magas frekvenciás váltakozó áramoknál a vezeték ellenállása mellett a váltakozó áram hullámtermészete miatt is veszteség lép fel, mivel 
- a kábel antennaként kezd működni és az áram energiája rádióhullámok formájában szétsugárzódik, másrészt
- a rádiófrekvenciás váltakozó áramok visszaverődnek a kábel egyenlőtlenségeiről (például a csatlakozókról), és ilyenkor a jel elkezd visszafele, a jelforrás irányába terjedni.

A távvezetékeknél speciális műszaki kialakításuk és impedanciaillesztésüknek köszönhetően az energiaveszteség minimális. Távvezetékek használata akkor válik szükségessé, amikor a kábel sokkal hosszabb, mint az általa szállított magas frekvenciás áram hullámhossza.

## Története
A távvezetékek elmélete Oliver Heaviside nevéhez fűződik, aki megalkotta a távíró egyenleteket, amelyek leírják az áram viselkedését a távvezetékekben.

## Távíró egyenletek a veszteségmentes távvezetékre
A legtöbb áramkörben az alkatrészeket összekötő huzalok hossza elhanyagolható, ezért az áramerősséget állandónak tekinthetjük a huzal bármely pontján. Ezzel szemben ha az áram olyan gyorsan vált irányt, hogy 
az összehasonlítható azzal az idővel, ami ahhoz kell hogy a jel végighaladjon a vezetéken, akkor már a huzal hossza is fontossá válik. Ilyenkor már nem huzalról, hanem távvezetékről beszélünk.
Ideális távvezetékeknél egy dimenzióban a feszültség és áramerősség csak a vezeték fajlagos induktivitásától (L) és fajlagos kapacitásától (C) függ. Ebben az esetben a távíró egyenletek megadják az összefüggést a feszültség és az áramerősség között az idő (t) és a hely (x) függvényében.
{\displaystyle U=U(x,t)}
{\displaystyle I=I(x,t)}
Maga az egyenletrendszer két elsőrendű parciális differenciálegyenletből áll, ahol az első egyenlet megadja, hogy a vezető egy pontján indukált feszültség (U) hogyan függ az áramerősség időbeli változásától a fajlagos induktivitáson (L) keresztül, míg a második megmutatja az áramerősség (I) esést egy adott pontban a feszültség időbeli változásán és a fajlagos kapacitáson (C) keresztül.
{\displaystyle {\frac {\partial U}{\partial x}}=-L{\frac {\partial I}{\partial t}}}
{\displaystyle {\frac {\partial I}{\partial x}}=-C{\frac {\partial U}{\partial t}}}
Ebből az egyenletpárból levezethető két másik önálló egyenlet, egyik a feszültségre, másik az áramerősségre:
{\displaystyle {\frac {\partial ^{2}U}{{\partial t}^{2}}}-v^{2}{\frac {\partial ^{2}U}{{\partial x}^{2}}}=0}
{\displaystyle {\frac {\partial ^{2}I}{{\partial t}^{2}}}-v^{2}{\frac {\partial ^{2}I}{{\partial x}^{2}}}=0}
ahol
{\displaystyle v={\frac {1}{\sqrt {LC}}}}.
Mivel mind a két egyenlet hullámegyenlet, és azonos az együtthatójuk, ezért a megoldás mind a feszültség, mind az áramerősség esetén egy harmonikus hullám lesz, melynek alakulását szinuszgörbe írja le. A feszültség és az áramerősség tehát a távvezeték minden pontján azonos frekvenciával, de eltérő amplitúdóval és nem feltétlenül azonos fázisban váltakozik. A v itt a hullámok haladási sebessége lesz.

## Fordítás
- Ez a szócikk részben vagy egészben  a   Transmission line című angol Wikipédia-szócikk fordításán alapul.  Az eredeti cikk szerkesztőit annak laptörténete sorolja fel. Ez a jelzés csupán a megfogalmazás eredetét és a szerzői jogokat jelzi, nem szolgál a cikkben szereplő információk forrásmegjelöléseként.
- Ez a szócikk részben vagy egészben  a   Telegrapher's equations című angol Wikipédia-szócikk fordításán alapul.  Az eredeti cikk szerkesztőit annak laptörténete sorolja fel. Ez a jelzés csupán a megfogalmazás eredetét és a szerzői jogokat jelzi, nem szolgál a cikkben szereplő információk forrásmegjelöléseként.